# Diobelon squarrosum
Diobelon squarrosum là một loài rêu trong họ Dicranaceae. Loài này được Schrad. Hampe mô tả khoa học đầu tiên năm 1873.